# La Part sauvage
Pour plus de détails, voir Fiche technique et Distribution.
La Part sauvage est un film belge réalisé par Guérin Van de Vorst, sorti en 2017.
Le film est sélectionné au Festival international du film francophone de Namur 2017.

## Fiche technique
- Titre original : La Part sauvage
- Réalisation : Guérin Van de Vorst
- Scénario : Guérin Van de Vorst
- Décors : Laïos Hendrickx
- Costumes : Frederick Denis
- Photographie : Joachim Philippe
- Son : Fabrice Osinski, François Aubinet, Charles De Ville, Philippe Charbonnel
- Montage : Nicolas Rumpl
- Casting : Michaël Bier, Doriane Flamand
- Production : Benoit Roland
- Sociétés de production : Wrong Men Productions et RTBF
- Société de distribution : Cinéart (Belgique)
- Pays d'origine :  Belgique
- Langue originale : français
- Genre : drame
- Durée : 100 minutes
- Dates de sortie : Belgique : 2017 (FIFF) ; 14 mars 2018 (sortie salles)

## Distribution
- Vincent Rottiers : Ben
- Johan Libéreau : Jo
- Sébastien Houbani : Anouar
- Salomé Richard : Lucie
- Walid Afkir : Mustapha
- Simon Caudry : Sam
- Yassine Fadel : homme Skype

## Sélections
- Festival international du film francophone de Namur 2017 : compétition nationale
- Festival de Tallin 2017 : première internationale
- Be Film Festival : première nationale
- Festival du cinéma méditerranéen de Bruxelles 2017

Nomination
- Magritte du meilleur premier film 2018